# La porta dell'inferno (Rodin)
La porta dell'inferno (La Porte de l'Enfer) è una scultura incompiuta di Auguste Rodin, sul quale lo scultore lavorò per più di trent'anni fino alla morte.

## Storia
La scultura venne commissionata a Rodin nel 1880, attraverso la persona di Edmond Turquet; la richiesta era di un prospetto per una porta ornamentale da collocarsi al Musée des Arts Décoratifs di Parigi, al tempo ancora in progetto. I lavori sull'opera si sarebbero dovuti concludere nel 1885, ma si protrassero per quasi quarant'anni fino alla morte di Rodin. L'artista non vide mai fondere la propria opera, ma dal modello in gesso vennero fusi otto originali multipli, custoditi in vari musei sparsi per il mondo.
Rodin si ispira a Dante.

## Il modello di fusione
Nel settembre 2021, il modello di fusione in gesso in scala 1:1 è stato trasferito tramite un camion speciale dal Museo Rodin di Parigi alle Scuderie del Quirinale per la mostra Inferno, a cura di Jean Clair, che ha avuto luogo dal 15 ottobre 2021 al 9 gennaio 2022.

## Descrizione
Rodin pensò ad un portale monumentale, alto più di quattro metri e mezzo, ricoperto di bassorilievi ispirati all'Inferno dantesco. Il tema richiesto era infatti libero e Rodin ne approfittò per sviluppare alcuni bozzetti basati sull'opera del poeta; sul suo rapporto con il poema di Dante ebbe a dire:
()
Altra celebre ispirazione per la scultura è rappresentata dalla Porta del Paradiso di Lorenzo Ghiberti, opera capitale del Rinascimento situata nel Battistero di San Giovanni a Firenze.
Nella Porta dell'inferno sono presenti ben 180 figure dalle dimensioni variabili, le quali possono raggiungere anche il metro d'altezza. Sono riconoscibili in particolare alcuni personaggi, tra i quali Dante Alighieri, raffigurato nelle vesti del pensatore al centro del portale; tra le altre figure si scorgono il Conte Ugolino, Paolo e Francesca.